# 獠牙鰕虎魚
獠牙缰鰕虎鱼（学名：Amoya signata）為輻鰭魚綱鰕虎鱼目鰕虎鱼科缰鰕虎鱼屬的其中一種，分布於西印度洋區的莫三比克至留尼旺海域，本魚側邊有深色的斑點沿著中線;在上面的胸鰭基底上，雄性有深色的斑點; 第一背鰭在鰭後面的基底與一個黑色的斑點;腹鰭有一條黑色的條紋，體長可達5.5公分，背鰭硬棘7枚;背鰭軟條8-9枚;臀鰭硬棘1枚;臀鰭軟條9枚。

## 外部連結
獠牙鰕虎鱼的圖片